# Илвесбил
Илвесбил (њем. Uelvesbüll) општина је у њемачкој савезној држави Шлезвиг-Холштајн. Једно је од 132 општинска средишта округа Нордфризланд. Према процјени из 2010. у општини је живјело 261 становника. Посједује регионалну шифру (AGS) 1054141.

## Географски и демографски подаци
Илвесбил се налази у савезној држави Шлезвиг-Холштајн у округу Нордфризланд. Општина се налази на надморској висини од 0 метара. Површина општине износи 10,2 km². У самом мјесту је, према процјени из 2010. године, живјело 261 становника. Просјечна густина становништва износи 26 становника/km².